# Liman Bohu
Liman Bohu (ukr. Бузький лиман, Buźkyj łyman) – estuarium rzeki Boh, położone na północnym wybrzeżu Morza Czarnego, w obwodzie mikołajowskim na Ukrainie. Łączy się z rzeką Dniepr, tworząc Liman Dniepru i Bohu. Ma 47 km długości i 11 km szerokości. Jest żeglowny. Nad brzegami limanu leży miasto Mikołajów.